# Isodontia franzi
Isodontia franzi là một loài côn trùng cánh màng trong họ Sphecidae, thuộc chi Isodontia. Loài này được Cameron miêu tả khoa học đầu tiên năm 1902.